# Равін Вульф Абрамович
Вульф Абрамович Равін (Раввін) (*5 лютого 1888 — 1976) — український гістолог, професор, завідувач кафедри Донецького медичного інституту (в 1934—1967 роках). Наукові праці в галузі пневмоконіозу, вперше описав морфологічну картину антракозу.
В. А. Равін народився та провів шкільні роки в Росії. Вивчав медицину у Франції, був учнем видатного біолога Олександра Гурвича, закінчив медичний факультет Ліонського університету. Повернувшись на батьківщину, працював шкільним вчителем. В 1920-х роках переїхав до Донецька (тоді Сталіно), де працював в патологоанатомічному відділі Інституту фізіології праці і професійних захворювань, а також асистентом на кафедрі гістології медичного інституту.
В 1930 перейшов на постійну роботу до кафедри гістології, а в вересні 1934 очолив кафедру. Як науково-медичний організатор, приділяв велику увагу методичному обґрунтуванню навчального процесу. Завдяки йому були створені методичні розробки для викладачів по всіх розділах гістології, цитології та ембріології. Неодноразово виступав з доповідями на конференціях. В 1941—1944 роках під час Другої Світової війни вивіз в евакуацію і таким чином врятував значну частину технічного обладнання кафедри.
В. А. Равін стояв біля витоків науково-обґрунтованої медицини професійних захворювань в Україні, присвятив свою дисертацію патології легенів при пневмоконіозі у шахтарів.

## Праці
- Раввин В. А. К вопросу о профилактике антракоза / В. А. Раввин // Борьба с силикозом. М.: Наука. — 1964. — Т. VI. — С. 295—298.